# كود بيحان (تبن)

تعديل مصدري - تعديل

كود بيحان هي إحدى قرى عزلة الحوطة بمديرية تبن التابعة لمحافظة لحج، بلغ تعداد سكانها 359 نسمة حسب تعداد اليمن لعام 2004.